# Stenträsket (Sorsele socken, Lappland, 729749-154889)
Stenträsket är en sjö i Sorsele kommun i Lappland och ingår i Umeälvens huvudavrinningsområde.